# Marion Gardei
Marion Gardei (* 1957 in Berlin) ist eine evangelische Pfarrerin sowie Beauftragte für Erinnerungskultur und Antisemitismus-Beauftragte der Evangelischen Kirche Berlin-Brandenburg-schlesische Oberlausitz (EKBO).

## Leben und Wirken
Marion Gardei studierte Evangelische Theologie in Berlin und Judaistik an der Hebräischen Universität in Jerusalem. Sie war langjährige Pfarrerin der Kirchengemeinde Berlin-Dahlem und engagierte sich für die Entwicklung des Martin-Niemöller-Hauses als Erinnerungsort. Als Beauftragte für Erinnerungskultur seit 2015 profilierte sie sich theologisch durch ein Konzept für kirchliche Erinnerungsarbeit der EKBO, das sie gemeinsam mit der Generalsuperintendentin erarbeitete. Anlässlich des Holocaust-Gedenktages am 27. Januar 2021 wurde sie zur „Beauftragten für jüdisches Leben und für den Kampf gegen Antisemitismus“ berufen, so die Amtsbezeichnung für die Antisemitismus-Beauftragte der EKBO.
Im Auftrag der EKBO entwickelte Marion Gardei Andachtsformen und interkonfessionelle Gedenkgottesdienste und erstellte Predigthilfen für besondere Gedenktage, z. B. ökumenische und multireligiöse Gottesdienste zum 9. November, zum Tag der Wannseekonferenz und der Befreiung des Konzentrationslagers Sachsenhausen, für Zeremonien anlässlich von Stolpersteinverlegungen mit Schülern und Gemeinden, zur Einweihung von Erinnerungstafeln, zu Veranstaltungen zu 70 Jahre Kriegsende. Sie ist Ansprechpartnerin und Beraterin für kirchliche Erinnerungsorte und entwickelt in diesem Bereich Profile, pädagogische Antworten und Veranstaltungen.
Marion Gardei koordiniert kirchliche Erinnerungsarbeit im Bereich der EKBO und arbeitet in dieser Funktion in Leitungsgremien und an der Konzeptionen kirchlicher Erinnerungsorte mit (z. B. Martin-Luther-Gedächtniskirche, Speziallager Jamlitz). Darüber hinaus gibt sie Impulse zu Veranstaltungen und Projekten über aktuelle erinnerungsrelevante Themen, Daten und Persönlichkeiten im Bereich der Kirche. Sie erstellte den Gedenkkalender für die EKBO im Jahr 2016. Sie wirkte daneben an der thematisch bezogenen Terminplanung von Bischof, Generalsuperintendentinnen und Kirchenleitung mit. Für die EKBO koordiniert sie die Kontakte zu den Gedenkstätten des Landes und Bundes (Hohenschönhausen, Haus der Wannseekonferenz) und pflegt Kontakte mit den zuständigen Kulturverwaltungen und -politikern von Senat, Land und Bund. Seit Oktober 2020 ist sie Mitglied im Arbeitsausschuss des Dokumentationszentrums Topographie des Terrors in Berlin.
Sie publizierte gemeinsam mit dem Historiker und Rabbi Andreas Nachama und hält mit ihm jüdisch-christliche Gedenkgottesdienste ab. Sie ist Herausgeberin der Schriftenreihe Predigtmeditationen im christlich-jüdischen Dialog.

## Publikationen
Monografien
- mit Peter Beier, Peter Hintze: Denk mal nach ... mit Luther. Gütersloher Verlagshaus, Gütersloh 1989, ISBN 978-3-579-01797-6.
- mit Andreas Nachama: Du bist mein Gott, den ich suche: Psalmen lesen im jüdisch-christlichen Dialog. Gütersloher Verlagshaus, Gütersloh 2012, ISBN 978-3-579-08138-0.
- mit Andreas Nachama, Lutz Nehk, Marie Parakenings: Biblische Tiere. Ein christlich-jüdischer Monatskalender für 2021. Kulturverlag Kadmos, Berlin 2020, ISBN 978-3-86599-480-6.

Sammelbände
- Hrsg. mit Andreas Nachama: Das Hohelied. Shir ha-Shirim. Mit Illustrationen von Astrid Saalmann. Übersetzung: Max A. Klausner. Verlag Hentrich & Hentrich, Berlin 2016, ISBN 978-3-95565-180-0.
- Hrsg. mit Bernd Krebs, Clemens W. Bethge, Marcus Nicolini: Lebenswichtig, Luther 5.0 : Gedanken junger Menschen und Martin Luthers. Verlag Hentrich & Hentrich, Berlin 2017, ISBN 978-3-95565-176-3.

Beiträge
- Wie gedenken? Kirchliche Erinnerungskultur und Gedenkstättenarbeit. In: Sabine Arend, Insa Eschebach (Hrsg.): Ravensbrück: Christliche Frauen im Konzentrationslager 1939–1945. Ausstellungskatalog. Essays. Reihe: Schriftenreihe der Stiftung Brandenburgische Gedenkstätten. Band 54. Metropol Verlag, Berlin 2018, ISBN 978-3-86331-382-1.
- »Erinnern – Lernen – Handeln« Evangelisches Gedenken an christliche Märtyrer. In: Diakonia, Band 49, Heft 1, Herder Verlag, Freiburg 2018, ISSN 0341-9592, S. 10–17.
- „Wenn dich nun dein Kind morgen fragen wird ...“. Evangelische Erinnerungskultur. In: Monika Marose, Katja Schütze (Hrsg.): Unter dem dünnen Firnis der Zivilisation. Erinnerungskulturen im Religionsunterricht an berufsbildenden Schulen und in der außerschulischen Bildung, Waxmann Verlag, Münster 2021, ISBN 978-3-8309-4311-2, S. 119–132.